# Monte Beigua
Der Monte Beigua ist ein Berg des Ligurischen Apennin in Italien. Der 1286 Meter hohe Bergkamm trennt die ligurische Küste von der Po-Ebene. Der Gipfel des Berges ist der höchste der sogenannten Beigua-Berggruppe, zu der der nahe gelegene Monte Grosso (1265 Meter), der Monte Ermetta (1267 Meter) und der Bric Veciri (1263 Meter) gehören.
Am Monte Beigua wurde von Pierre Pétrequin von der Université de Franche-Comté in Besançon und seiner Frau Anne-Marie eine früh-jungsteinzeitliche Abbaustelle (5. Jt. v. Chr.) des sehr seltenen Gesteins Jadeitit entdeckt. Aus dem Gestein, das in Europa sonst hauptsächlich nur noch am Monte Viso (nordwestlich in den Cottischen Alpen) abgebaut wurde, wurden Beilklingen hergestellt, die über große Teile Europas getauscht wurden.